# Rajd Monte Carlo 1976
Rajd Monte Carlo 1976 (44. Rallye Automobile de Monte-Carlo) – rajd samochodowy rozgrywany w Monaco od 17 do 24 stycznia  1976 roku. Była to pierwsza runda Rajdowych Mistrzostw Świata w roku 1976. Rajd został rozegrany na asfalcie i śniegu.

## Wyniki końcowe rajdu[1]
| Msc. | Kierowca          | Pilot                   | Samochód               | Czas       | Strata   | Punkty |
| ---- | ----------------- | ----------------------- | ---------------------- | ---------- | -------- | ------ |
| 1.   | Sandro Munari     | Silvio Maiga            | Lancia Stratos HF      | 6h 25m 10s |          | 20     |
| 2.   | Bjorn Waldegard   | Hans Thorszelius        | Lancia Stratos HF      |            | +1m 27s  |        |
| 3.   | Bernard Darniche  | Alain Mahe              | Lancia Stratos HF      |            | +6m 13s  |        |
| 4.   | Walter Rohrl      | Jochen Berger           | Opel Kadett GT/E       |            | +9m 22s  | 10     |
| 5.   | Roger Clark       | Jim Porter              | Ford Escort RS1800     |            | +11m 57s | 8      |
| 6.   | Markku Alen       | Ilkka Kivimaki          | Fiat 124 Abarth Spider |            | +17m 21s | 6      |
| 7.   | Guy Frequelin     | Jacques Delaval         | Porsche 911            |            | +19m 09s | 4      |
| 8.   | Roberto Cambiaghi | Bruno Scabini           | Fiat 124 Abarth Spider |            | +40m 17s |        |
| 9.   | Nicolas Koob      | Nico Demuth             | Porsche 911            |            | +42m 09s |        |
| 10.  | Bernard Beguin    | Jean-Francois Fauchille | Alfa Romeo 2000 GTV    |            | +48m 37s | 1      |

## Klasyfikacja producentów po 1 rundzie
| Lp | Producent  | MON | SWE | POR | KEN | GRE | MAR | FIN | ITA | FRA | GBR | Pts |
| -- | ---------- | --- | --- | --- | --- | --- | --- | --- | --- | --- | --- | --- |
| 1  | Lancia     | 20  |     |     |     |     |     |     |     |     |     | 20  |
| 2  | Opel       | 10  |     |     |     |     |     |     |     |     |     | 10  |
| 3  | Ford       | 8   |     |     |     |     |     |     |     |     |     | 8   |
| 4  | Fiat       | 6   |     |     |     |     |     |     |     |     |     | 6   |
| 5  | Porsche    | 4   |     |     |     |     |     |     |     |     |     | 4   |
| 6  | Alfa Romeo | 1   |     |     |     |     |     |     |     |     |     | 1   |